# Vendegies-au-Bois British Cemetery
Le cimetière « Vendegies-au-Bois British Cemetery » est un cimetière militaire  de la Première Guerre mondiale situé dans la commune de Vendegies-au-Bois, Nord. 

## Localisation
Le cimetière est situé à l'est du bourg, non loin du nouveau cimetière communal.

## Historique
Occupée dès la fin août 1914 par les troupes allemandes, Vendegies-au-Bois est restée loin des combats jusqu'au 23 octobre 1918, date à laquelle le village a été le théâtre de violents affrontements entre les troupes britanniques et allemandes. Le cimetière a été créé à cette date pour inhumer les victimes britanniques, pour la plupart tombées le 23 octobre 1918 .

## Caractéristique
Le cimetière abrite la sépulture de 43 soldats britanniques.

## Sépultures
| Pays        | Sépultures |
| ----------- | ---------- |
| Royaume-Uni | 43         |

### Liens Externes
http://www.inmemories.com/Cemeteries/vendegiesbrit.htm